# Анненка (Приморский край)
А́нненка — село в Спасском районе Приморского края. Входит в состав Хвалынского сельского поселения.

## География
Дорога к селу Анненка идёт на запад от автотрассы «Уссури», напротив перекрёстка к селу Константиновка, расстояние до автотрассы около 4 км.
На запад от села Анненка идёт дорога к станции Адарка и к селу Александровка, далее к станции Дроздов.
Расстояние до Спасска-Дальнего около 18 км.

## Население
| 1915 | 1923 | 1926 | 1959 | 1970 | 1979 | 1997 |
| ---- | ---- | ---- | ---- | ---- | ---- | ---- |
| 312  | ↘306 | ↘297 | ↗400 | →400 | ↘262 | ↘155 |
| 2002 | 2003 | 2010 |      |      |      |      |
| ↘135 | ↘131 | ↘117 |      |      |      |      |

## Улицы
| - ул. Лазо, - ул. Лесная, - ул. Набережная, - ул. Партизанская, - ул. Ю. Гагарина. |

## Экономика
Сельскохозяйственные предприятия Спасского района.